# Michèle Causse
Michèle Causse, född 29 juli 1936 i Martel i Lot, död 29 juli 2010 i Zürich, var en fransk författare, översättare och HBTQ-aktivist. Hon översatte verk av bland andra Herman Melville, Gertrude Stein, Ti-Grace Atkinson, Djuna Barnes, Jane Bowles, Willa Cather, Mary Daly, Ignazio Silone och Alice Munro. 

## Biografi
År 1983 grundade Causse tidskriften Vlasta, fictions/utopies amazoniennes tillsammans med Suzette Robichon och Sylvie Bompis. Tidskriften var uppkallad efter den legendomspunna amasonen Vlasta.
På sin 74-årsdag 2010 begick Causse självmord på Dignitas klinik i Zürich.